# Biserica Cuvioasa Parascheva din Iași
Biserica „Cuvioasa Parascheva” (Prapa Doamna) din Iași este o biserică ortodoxă din municipiul Iași, care a fost construită între anii 1853-1858 pe locul unei biserici de lemn, mai vechi. Lăcașul de cult este situat pe strada Păcurari nr. 6, lângă Biblioteca Centrală Universitară. Ea are hramul Sfintei Cuvioase Parascheva (14 octombrie). Depindea inițial de Biserica Sfântul Nicolae cel Sărac din Iași (demolată în 1913).
Biserica „Sf. Paraschiva de Sus” din Iași a fost inclusă pe Lista monumentelor istorice din județul Iași din anul 2015, având codul de clasificare  IS-II-m-B-03965. Pe această listă este trecut 1852 ca an al construirii lăcașului de cult.
Acest lăcaș de cult mai este numit Biserica Prapa Doamna sau Prepadobna („Prea Cuvioasă” în limba slavonă) și Biserica „Sf. Vineri” sau „Vinerea Mare” (nume ce provine de la sfânta care patronează biserica).

## Istoric
După informațiile oferite de istoricul ieșean N.A. Bogdan, pe locul unde se află actuala Biserică „Sf. Cuvioasă Parascheva” a fost construită în jurul anului 1730 o biserică mică de lemn, cu hramul „Sf. Voievozi Mihail și Gavril”. La sud de altarul actualei biserici se află o cruce de piatră pe un postament, care indică locul Sfintei Mese a bisericii anterioare, cu inscripția 1730.
Cu prilejul săpăturilor arheologice efectuate în vederea întocmirii proiectului de expertiză și consolidare a bisericii, s-au descoperit oseminte umane, monede, precum și ruinele unei alte biserici, mai vechi. În urma acestor descoperiri, specialiștii au avansat ipoteza potrivit căreia prima biserică din acest loc datează din prima jumătate a secolului al XVII-lea.
Între anii 1853-1858, în apropiere de locul unde se afla bisericuța de lemn, a fost construită o biserică de zid cu hramul „Sfânta Cuvioasă Parascheva”. Ctitorul bisericii este, după N.A. Bogdan, boierul poet Costache Conachi (1777-1849), care-și avea casele în apropierea acestei biserici. Totuși, într-o însemnare pe catapeteasmă, aflată în altar, se spune că biserica actuală a fost construită cu stăruința preotului Constantin Pavelescu (1812-1870), cu ajutorul famiiilor Alexandru Hulubei și Tăutu, precum și al "poporănilor".
Catapeteasma bisericii, strana arhierească, amvonul și alte obiecte de mobilier au fost făcute cu cheltuiala unui anumit Alexandru Hulubei. Catapeteasma bisericii datează din 1858, având următoarea inscripție: 
Această sfântă catapeteasmă și alte lucruri sfinte, precum și Sfântul Prestol, masa de proscomidie, amvonul, strana arhierească și alte lucruri mai mici s-au făcut de noi cu toată cheltuiala dumisale Alexandru von Hulubei în anul 1858 iulie 3. Onoraților preoți care după vremi se vor învrednici a sluji în acest sânt locaș, vor lua osteneala a pomeni numele lui Alexandru și tot neamul Hulubesc și Tăutulesc pe care Dumnezeu îi cunoaște. Costul mai sus arătatelor lucrări alcătuiesc suma de 16.732 lei.
Pictura icoanelor de pe catapeteasmă este în stil renascentist; icoana Sfintei Cuvioase Parascheva este ferecată în argint, iar cea a Sfântului Ierarh Nicolae în metal aurit.
Până la sfârșitul secolului al XIX-lea, lăcașul de cult a fost filială a Parohiei „Sf. Neculai cel Sărac” (avariată de un cutremur din 1898 și dărâmată până la temelie cu scopul de a fi reconstruită, dar nereconstruită dintr-un motiv necunoscut). Ea se întreținea din venitul unor imobile aflate în administrarea sa. La această biserică se închina o parte din breasla calicilor, cealaltă parte a breslei frecventând Biserica Banu, aflată în apropiere.
În 1932, biserica a fost renovată, prilej cu care a fost mărit și altarul. Biserica a fost grav avariată în timpul bombardamentului din noaptea de 5/6 iunie 1944, o bombă căzând pe scările lăcașului de cult. Ca urmare, în vara anului 1945 au fost efectuate ample lucrări de reparații. Lucrări de reparații au fost întreprinse și în anul 1955.
O inscripție pictată pe peretele despărțitor din pridvor și pronaos atestă că lăcașul de cult s-a pictat din inițiativa și prin stăruința preotului paroh Vespasian Vasiliu, cu contribuția enoriașilor, de către pictorii Nicolae Stoica și Vasile Robea, între anii 1957-1962, cu foarte mari întreruperi. Pictura constă din scene biblice și din chipuri de sfinți încadrate în ornamentații decorative.
După cutremurul din 4 martie 1977 a fost consolidata cupola bisericii. Între anii 1993-2000 s-au executat lucrări de reparații și consolidare (a turlei), de schimbare a acoperișului și de curățare a picturii.
Începând din anul 1994, slujește aici ca paroh pr. prof. dr. Ion Vicovan (născut în 1960 în satul Capu Câmpului din județul Suceava, profesor de Istoria Bisericii Ortodoxe Române la Facultatea de Teologie a Universității "Al. I Cuza" din Iași și prodecan al facultății).

## Descrierea bisericii

### Arhitectura
Biserica „Cuvioasa Parascheva” din Iași are formă de navă (dreptunghiulară). Ea a fost construită din cărămidă pe temelie de piatră, fiind acoperită cu tablă. Absida altarului are formă semirculară. Deasupra pridvorului se află un turn-clopotniță, având forma unei prisme cu baza pătrată, cu patru ferestre acoperite de jaluzele fixate.
În exterior, pereții sunt ornamentați cu o cornișă sub streașină, cu un brâu de cărămidă tencuită sub geamuri, având o ușă de intrare și în partea sudică a absidei altarului.
În interior, pereții sunt simpli, fără ornamentații deosebite. Pronaosul este depășit de naos printr-o arcadă la boltă. Pronaosul și naosul au la partea superioară o boltă semicirculară. Altarul este depășit de naos tot printr-o arcadă care se profilează deasupra catapetesmei. În peretele nordic al altarului se află o nișă cu rol de proscomidiar.

### Odoare de preț
Printre obiectele de valoare pe care le posedă biserica sunt de menționat:
- două Evanghelii, tipărite în 1821 la Mănăstirea Neamț și ferecate în argint
- o cruce cu picior, aflată pe Sfânta Masă, sculptată în lemn de chiparos și ferecată în argint
- două chivoturi de argint cu bogate ornamentații artistice
- un potir de argint, cu bogate ornamentații florale pe piedestal și având în medalioane imaginile celor patru evangheliști

### Morminte
În jurul bisericii a fost un cimitir parohial. În prezent s-au mai păstrat doar două morminte. În dreptul peretelui nordic al edificiului se află mormântul preotului Constantin Pavelescu (1812-1870), prin stăruința căruia s-a construit lăcașul de cult. Pe piatra sa de mormânt se află următoarea inscripție: Locul repausului etern a Corpului Economului CONSTANTIN PAVILESCU nascut la 1812 și sevârșitu din viațâ la 1870 Noemvri în 17 și familiâ sa.
În dreptul peretelui sudic se află un mormânt având deasupra sa un înger care se sprijină cu cotul de un postament pe care se află o urnă. Pe partea vestică a postamentului se află următoarea inscripție: 
Aice stau dăcânde întru amintire rămășițele de pământ ale fericiților întru pomenire Comisul Vasilie Buzdugan și a Soției sale Ecaterina născută Gheuca, decedați cel 1-iu la anul 1849 Marde 18 dile și ce din urmă la 1851 Septembrie 9 dile. 
Pe partea estică a postamentului se află următorul epitaf: Sacrul ordin al Creatoriuliu etern ora miau sunat sunt chemată al îndeplini. Cu profunde suspinuri sunt silită a mă desparți de voi pre iubiții mei Consorte și unica soră, depuindu-ve aice spre amintire trunchiul coprului meu ear sufletul merg al încredinția Cerescului Înpărat ce mi lau inspirată. Revedere dară în lăcașiurile desfătărilor vieței eterne al paradisului ceresc. Safta Buzdugan născută Oprisianu în etate de 36 ani decedată în Viena la anul mântuirei 1870 Februarie în 9 dile.

## Imagini

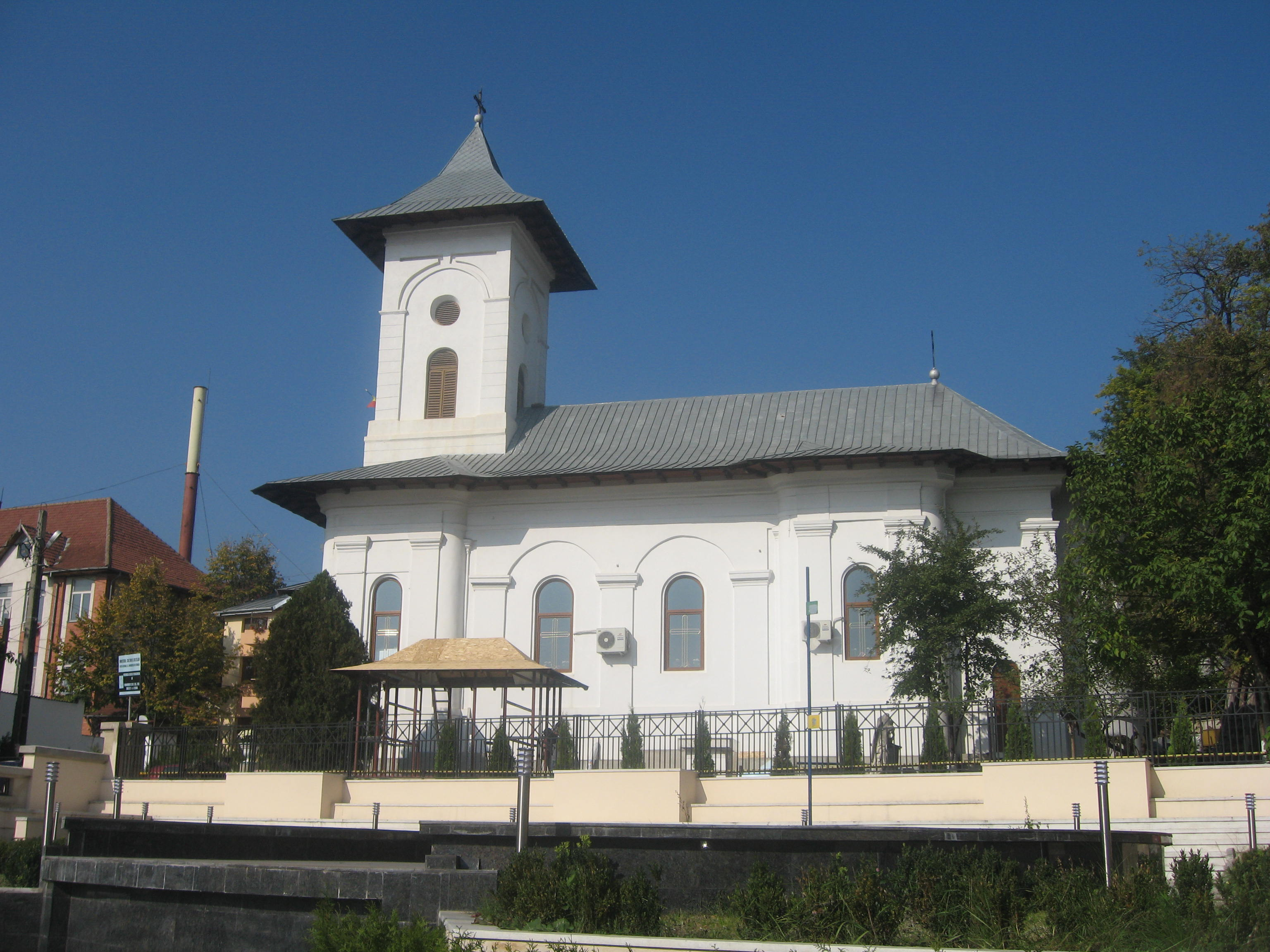
Biserica "Cuvioasa Parascheva" din Iași
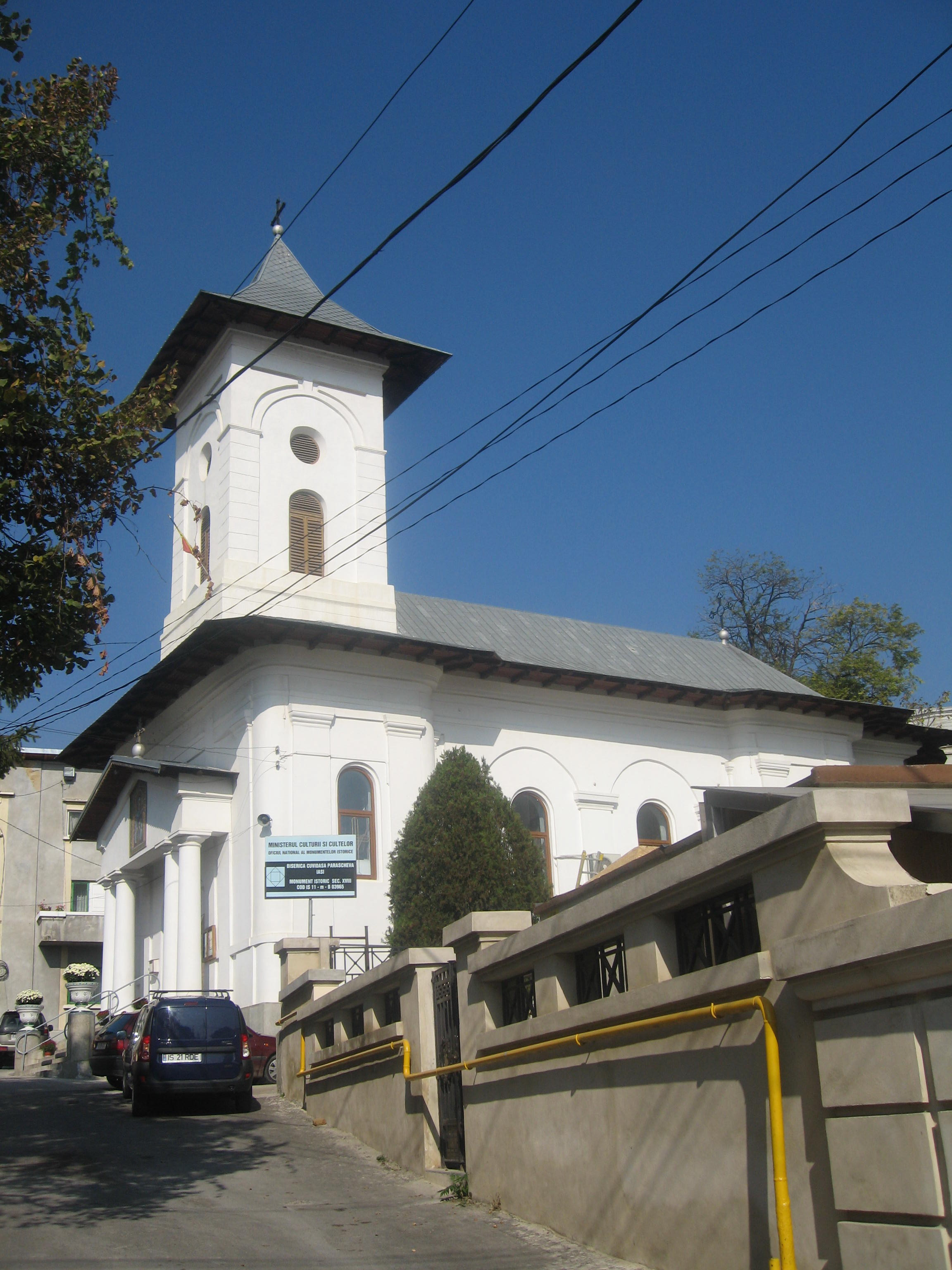
Biserica văzută dinspre sud-vest
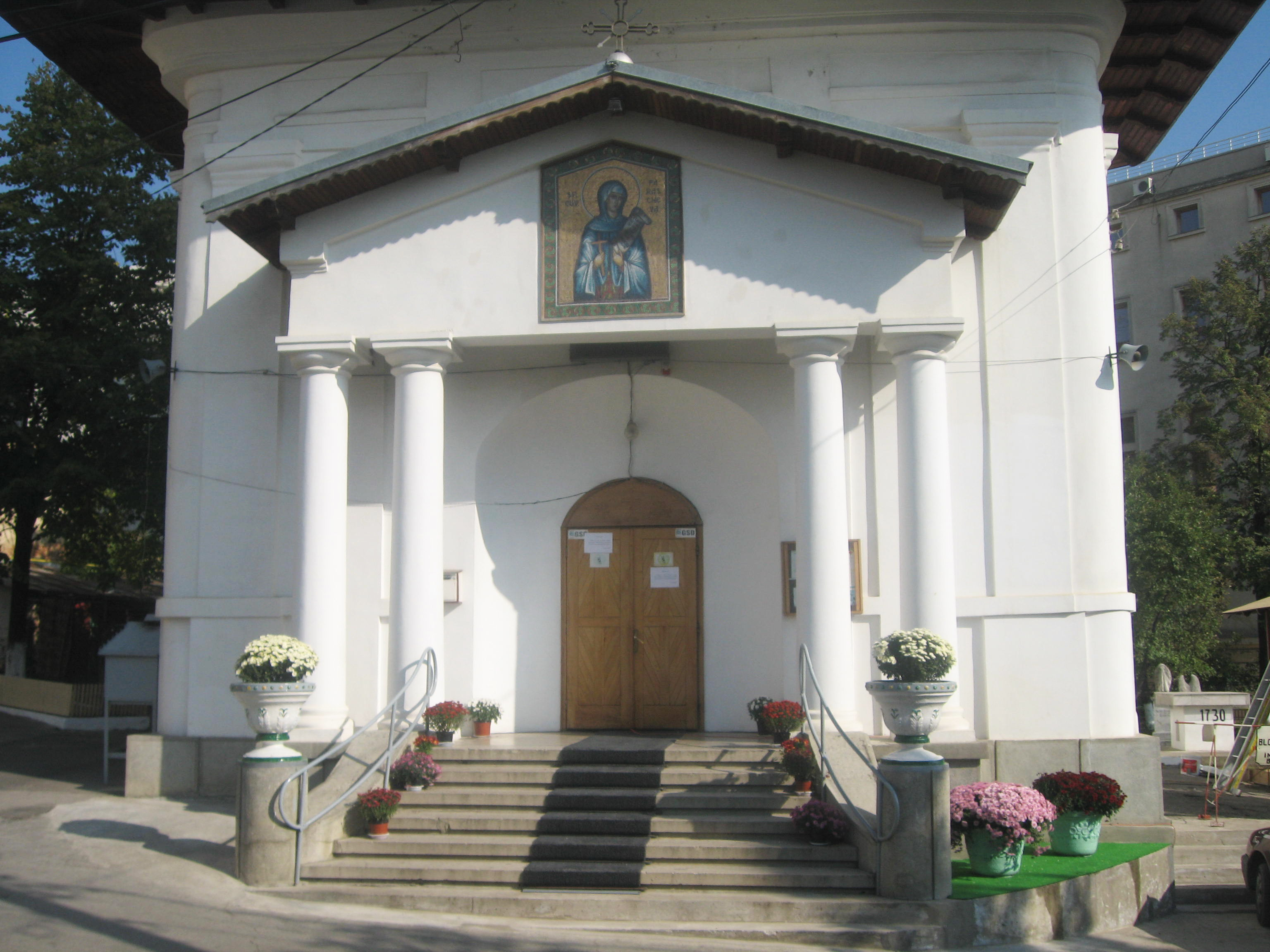
Portalul de intrare în biserică
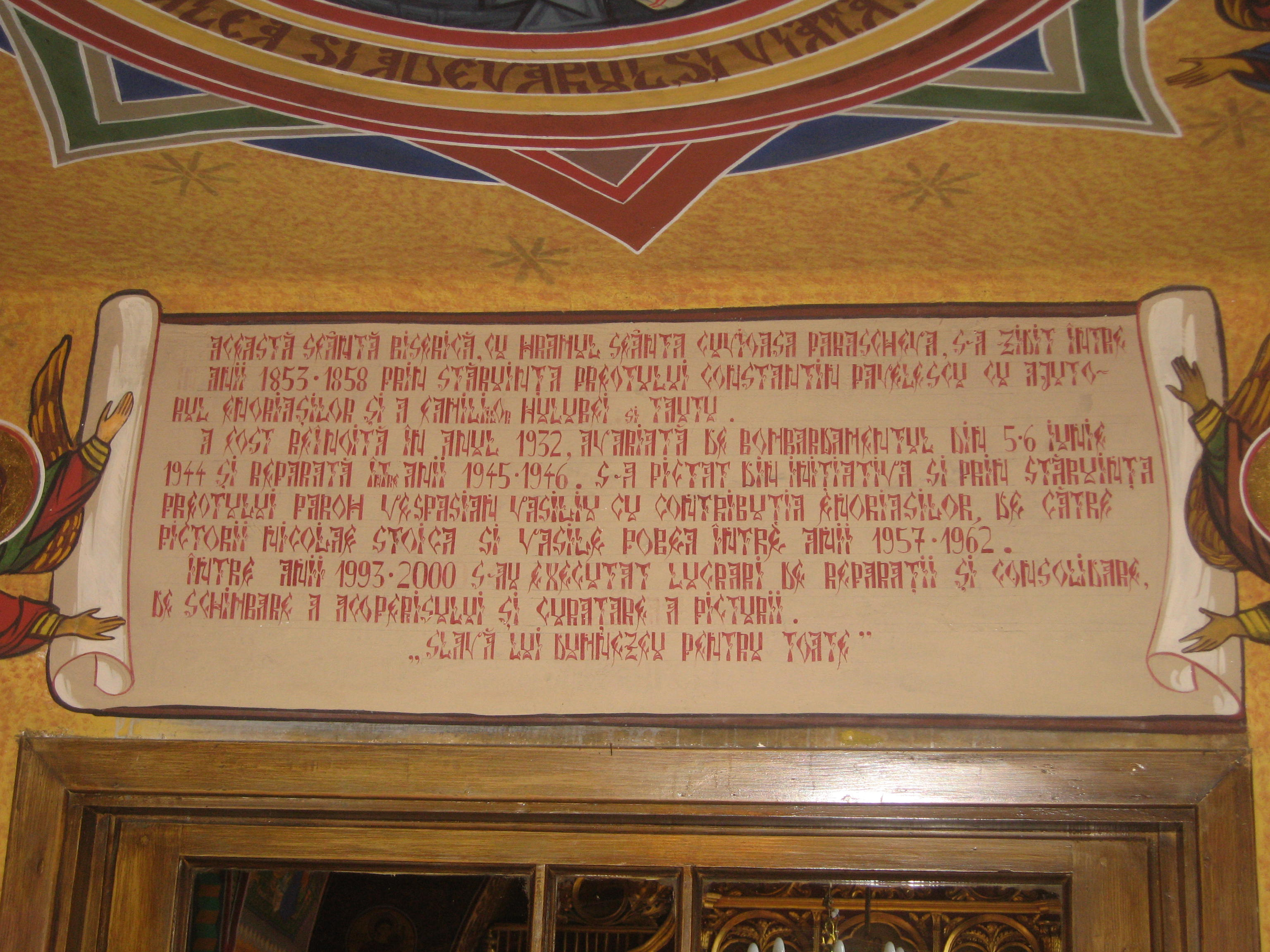
Pisania pictată pe peretele pridvorului
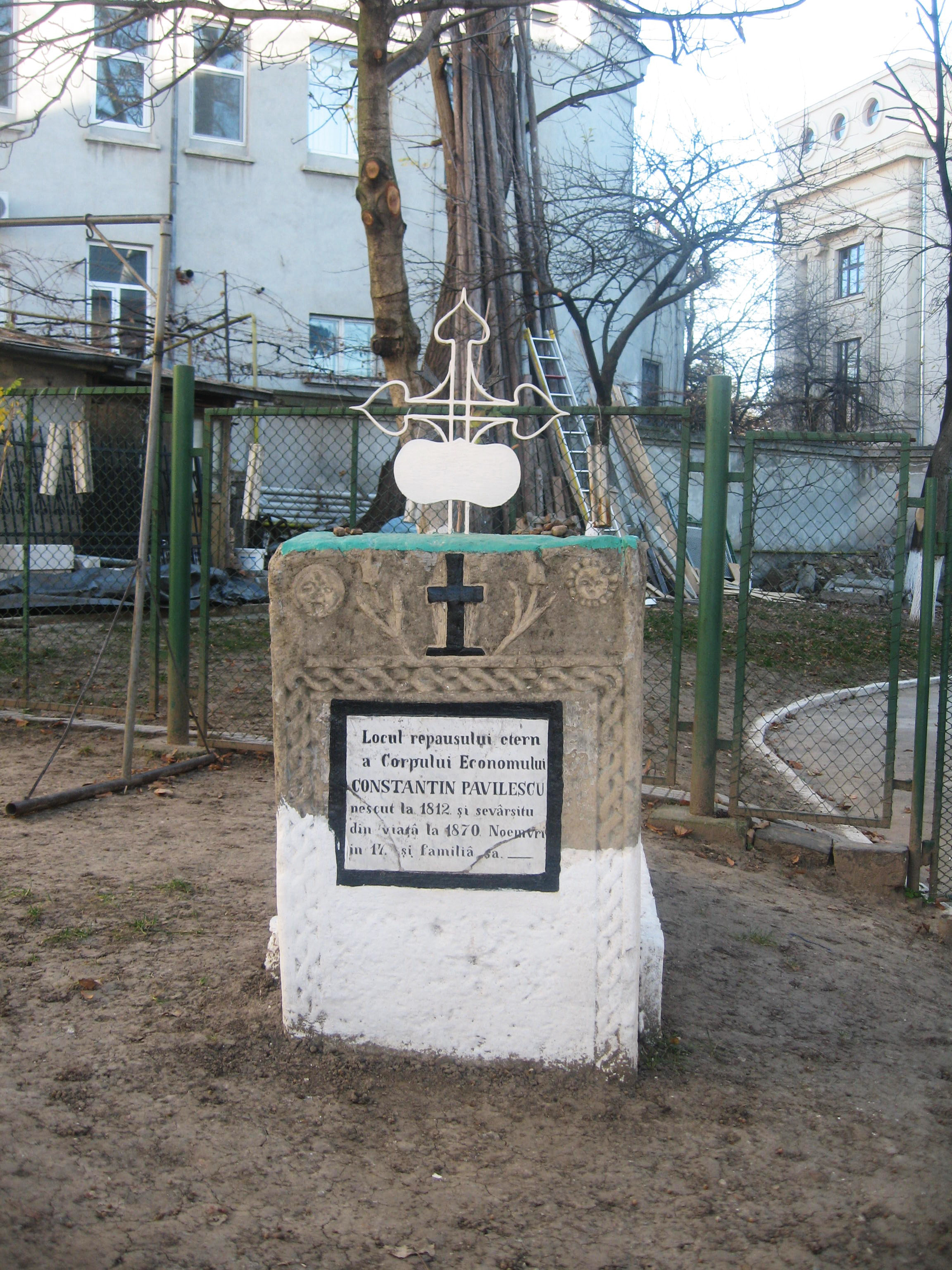
Mormântul preotului Constantin Pavelescu (1812-1870)
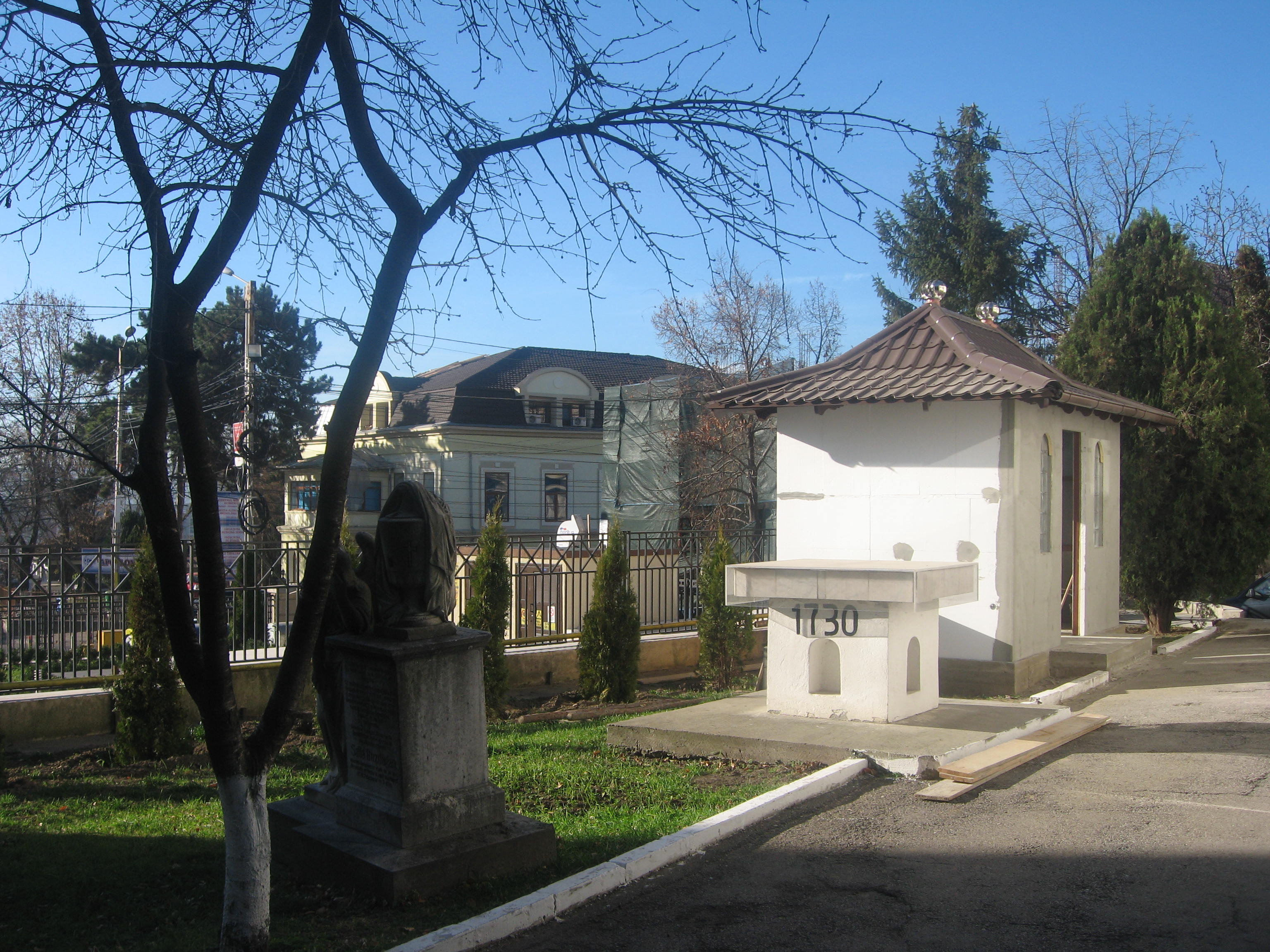
Mormântul familiei Buzdugan și postamentul, care indică locul Sfintei Mese a bisericii anterioare, cu inscripția 1730
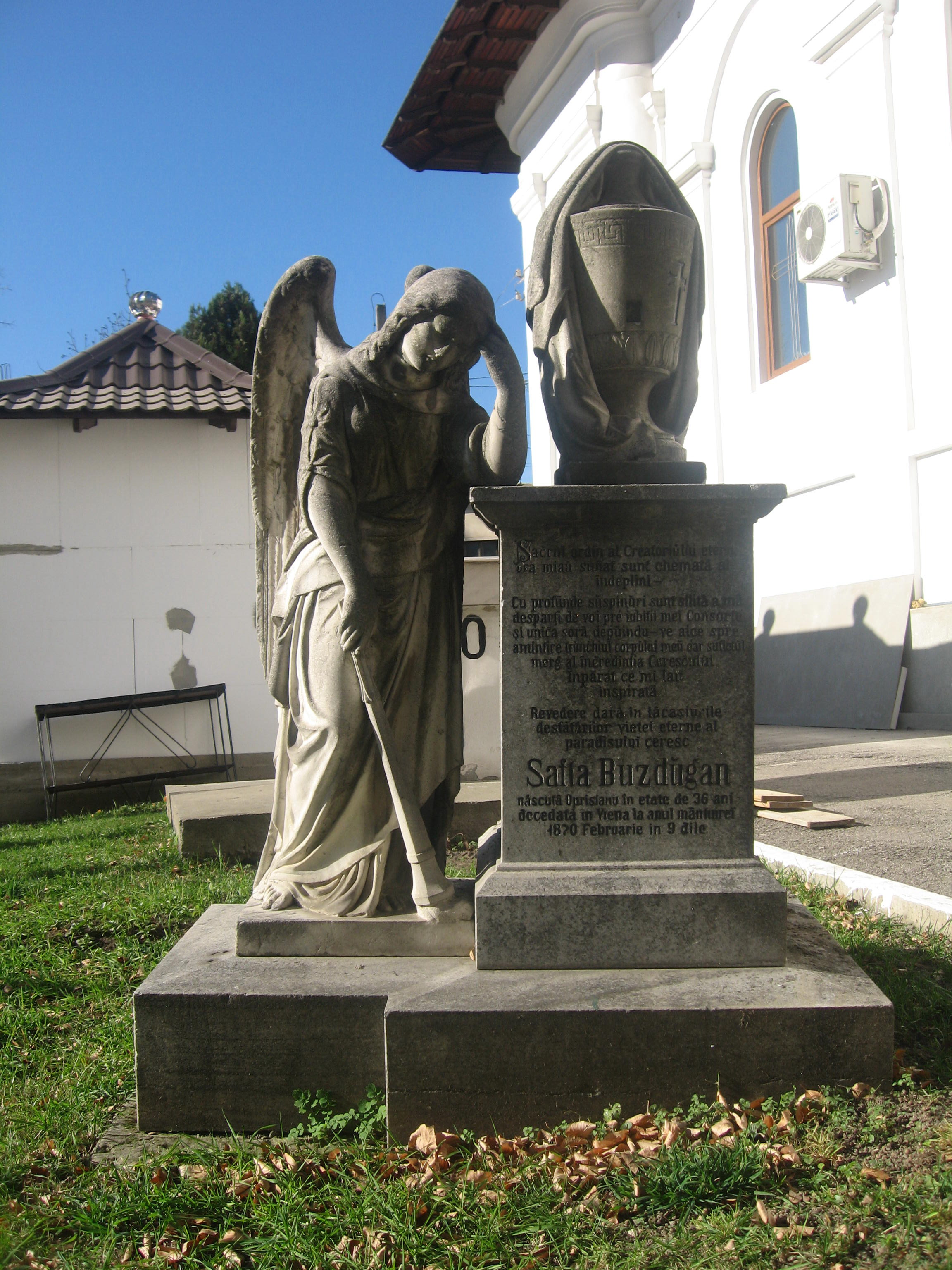
Monumentul funerar al familiei Buzdugan